# Préaux (Seine-Maritime)
Préaux is een gemeente in het Franse departement Seine-Maritime (regio Normandië). De gemeente telt 1641 inwoners (1999) en maakt deel uit van het arrondissement Rouen.

## Geografie
De oppervlakte van Préaux bedraagt 18,8 km², de bevolkingsdichtheid is 87,3 inwoners per km².
De onderstaande kaart toont de ligging van Préaux (Seine-Maritime) met de belangrijkste infrastructuur en aangrenzende gemeenten.

## Bezienswaardigheden
- De Église Notre-Dame

## Demografie
Onderstaande figuur toont het verloop van het inwonertal (bron: INSEE-tellingen).